# Ivan Luka Garanjin (gospodarstveni stručnjak)
Ivan Luka Garanjin (Trogir, 5. ožujka 1764. – Trogir, 2. ožujka 1841.), hrvatski gospodarstveni stručnjak, kulturni djelatnik, gospodarstvenik i arheolog. Iz hrvatske plemićke obitelji Garagnin.
Unaprijeđivao poljodjelstvo, stočarstvo i stočarstvo u Dalmaciji. Imao lapidarij. Osnovao privatni botanički vrt, na uzornom posjedu kod Trogira. Ondje je izvodio znanstvene pokuse. Jedan od najuglednijih fiziokrata u Hrvata. Napisao djelo Ekonomsko-politička razmišljanja u Dalmaciji (1806.), gdje je prikazao gospodarske (ne)prilike u Dalmaciji i predložio kako reformirati.  dao je prijedloge za reformu prilika u Dalmaciji s kritičkim prikazom tadašnjega stanja. Suosnivač katštelansko-trogirske gospodarske akademije.  
Aktivan i na arheološkom polju. Otkupio arheološke predmete iz Solina, prvi sustavno iskapao Salonu te je otkrio temelje i dio amfiteatra. Pridonio obiteljskoj knjižnici Garanjin-Fanfogna u Trogiru.